# 경요
경요(景耀)는 중국 촉한(蜀漢) 후주(後主)의 세 번째 연호이다. 258년에서 263년 7월까지 5년 7개월 동안 사용하였다.
같은 시기에 사용된 다른 연호로는 조위(曹魏)에서 사용한 감로(甘露 : 256년 ~ 260년), 경원(景元 : 260년 ~ 264년), 오(吳)에서 사용한 태평(太平 : 256년 ~ 258년), 영안(永安 : 258년 ~ 264년)이 있다.

## 연대대조표
| 경요                | 원년                           | 2년        | 3년                 | 4년        | 5년        | 6년        |
| 서력                | 258년                          | 259년      | 260년               | 261년      | 262년      | 263년      |
| 육십간지 (六十干支) | 무인(戊寅)                     | 기묘(己卯) | 경진(庚辰)          | 신사(辛巳) | 임오(壬午) | 계미(癸未) |
| 조위 (曹魏)         | 감로(甘露) 3년                 | 4년        | 5년 경원(景元) 원년 | 2년        | 3년        | 4년        |
| 오(吳)              | 태평(太平) 3년 영안(永安) 원년 | 2년        | 3년                 | 4년        | 5년        | 6년        |

## 같이 보기
- 중국의 연호

| 이전 연호 연희(延熙) | 중국의 연호 촉한(蜀漢) | 다음 연호 염흥(炎興) |